# Luka Gadrani
Luka Gadrani (en georgià: ლუკა გადრანი; nascut a Tbilisi el 12 d'abril de 1997) és un futbolista georgià que juga de central al Kairat del Kazakhstan.

## Trajectòria
Gadrani va començar la seva carrera a les categories inferiors del WIT Georgia i del Dinamo de Tbilisi abans de passar al filial de l'Alavés, de la segona divisió espanyola, a la segona meitat del 2015.
El 2017, Gadrani va fitxar pel Tskhinvali de la segona divisió georgiana i el 8 de setembre va marcar el seu primer gol com a professional en una victòria per 4-0 contra el Samgurali . A partir de l'estiu següent, va jugar amb el Rustavi de primera divisió.
El 2019, Gadrani va fitxar pel Shahin Bushehr a la Lliga Pro del Golf Pèrsic iraniana, on va jugar catorze partits de lliga. Arran del brot de la COVID-19, Gadrani va deixar l'Iran per fitxar per FK Valmiera de Letònia. El 2021, va debutar a la lliga de la Conferència de la UEFA i va quedar segon amb el seu equip a la lliga letona.
A principis del 2022, Gadrani es va traslladar al Kazakhstan . Després d'una temporada al Taraz, va fitxar pel subcampió Aktobe. Amb aquests últims, va marcar tres gols en 22 partits de lliga. Després de la temporada 2023, Gadrani va ser nomenat per dos llocs web locals com a Defensor de l'Any i inclòs a l'Equip de la Temporada.
El 15 de novembre de 2023, el Kairat Almaty va anunciar la signatura d'un contracte de dos anys amb Gadrani. Un any més tard va guanyar el seu primer títol de lliga.

## Selecció nacional
A principis de setembre de 2024, Gadrani va rebre una primera convocatòria amb la selecció nacional per als propers partits de la Lliga Nacional de la UEFA contra Txèquia i Albània, tot i que no va arribar a jugar ni un sol minut

## Estadístiques
Actualitzat a 10 de novembre de 2024
| Club           | País       | Any       | Partits | Gols |
| -------------- | ---------- | --------- | ------- | ---- |
| Tskhinvali     | Geòrgia    | 2017-2018 | 46      | 3    |
| Rustavi        | Geòrgia    | 2018-2019 | 26      | 0    |
| Shahin Bushehr | Iran       | 2019-2020 | 18      | 0    |
| FK Valmiera    | Letònia    | 2020-2021 | 30      | 0    |
| Taraz          | Kazakhstan | 2022      | 27      | 3    |
| Aktobe         | Kazakhstan | 2023      | 26      | 3    |
| Kairat         | Kazakhstan | 2024      | 16      | 2    |

## Palmarès

### Valmiera
- Subcampió de la Lliga Superior de Letònia : 2021

### Kairat
- 1 Lliga Premier del Kazakhstan : 2024
- 1 Supercopa del Kazakhstan: 2025[10]